# Логос тис Пелас
„Логос тис Пелас“ (на гръцки: Λόγος της Πέλλας, в превод Гласът на Пела) е гръцки седмичен вестник, издаван в град Енидже Вардар (Яница). Негов издател е Аврам Панидис.